# Джон Гаранг
Джон Гаранг де Мабіор (англ. John Garang de Mabior; 23 червня 1945, Ванглеї — 30 липня 2005, Гірський район Південного Судану) — Віце-президент Судану, лідер Народної армії звільнення Судану.

## Біографія

### Дитинство і юність
Належав до нілотского народу динка. Народився у бідній сільській християнської сім'ї в Південному Судані. У віці 10 років осиротів, закінчив початкову школу завдяки допомозі родичів.
У 17 років став партизаном, брав участь у першій суданській громадянській війні. Командування партизанів відправило його разом з іншими однолітками на навчання до Танзанії, де Джон Гаранг закінчив середню школу. Потім був відправлений до США, де в 1969 році отримав ступінь бакалавра економіки в Гріннельском коледжі (штат Айова). Йому запропонували продовжити освіти в каліфорнійському університеті Берклі, проте він волів повернутися до Танзанії, де пройшов курс з сільськогосподарської економіки в університеті Дар-ес-Салама. Там він вступив до студентської організації Африканський революційний фронт. Завершивши навчання, Гаранг повернувся в Судан і знову став партизаном.

### Кар'єра в суданській армії
У 1972 році перша громадянська війна закінчилася підписанням мирної угоди, і Гаранг, як і багато партизанів, був прийнятий до лав суданської армії. Гаранг став професійним військовим і за 11 років пройшов шлях від капітана до полковника. Під час служби він пройшов навчання на курсах підвищення кваліфікації піхотних офіцерів у Форт-Беннінг (США). Також приблизно в ті ж роки навчався в університеті штату Айова, отримавши наукові ступені магістра сільськогосподарської економіки і Ph.D. з економіки.
До 1983 року полковник Гаранг служив старшим викладачем у військовій академії Судану, потім отримав призначення в штаб сухопутних військ.

### Ватажок повстанців

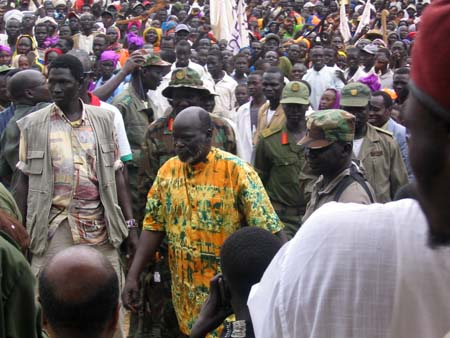
Гаранг серед прихильників

У 1983 році командування відправило полковника Гаранга в його рідні краї, де батальйон суданської армії (складався з жителів півдня) відмовився передислокуватися на північ країни. Однак сам Гаранг на той час уже брав участь в офіцерській змові південців, частиною плану яких був перехід цього батальйону на бік антиурядових повстанців.
Гаранг прийняв командування батальйоном і повів його на територію Ефіопії. У липні 1983 він сформував з приблизно трьох тисяч солдатів, які дезертирували з суданської армії і перейшли в його підпорядкування, Суданську народну визвольну армію (SPLA), з метою боротьби проти ісламського домінування в країні. Гаранг закликав гарнізони, що були розміщені на півдні Судану, збунтуватися проти введення на півдні ісламських законів (шаріату). Так почалася друга громадянська війна в Судані.
Армія Гаранга отримала підтримку від Ефіопії та Уганди. SPLA взяла під свій контроль великі території на півдні Судану, які Гаранг став іменувати Новим Суданом. Він надихав своїх бійців словами: «наша хоробрість ґрунтується на тому, що ми боремося за справедливу справу, а цього немає у північного Судану».

### Припинення війни
SPLA і влада Судану підписали мирну угоду 9 січня 2005 році.
У 9 липня 2005 році Джон Гаранг став віце-президентом Судану, а також головою автономної адміністрації Південного Судану на 6-річний термін, якому передував референдум щодо незалежності Південного Судану.

### Загибель

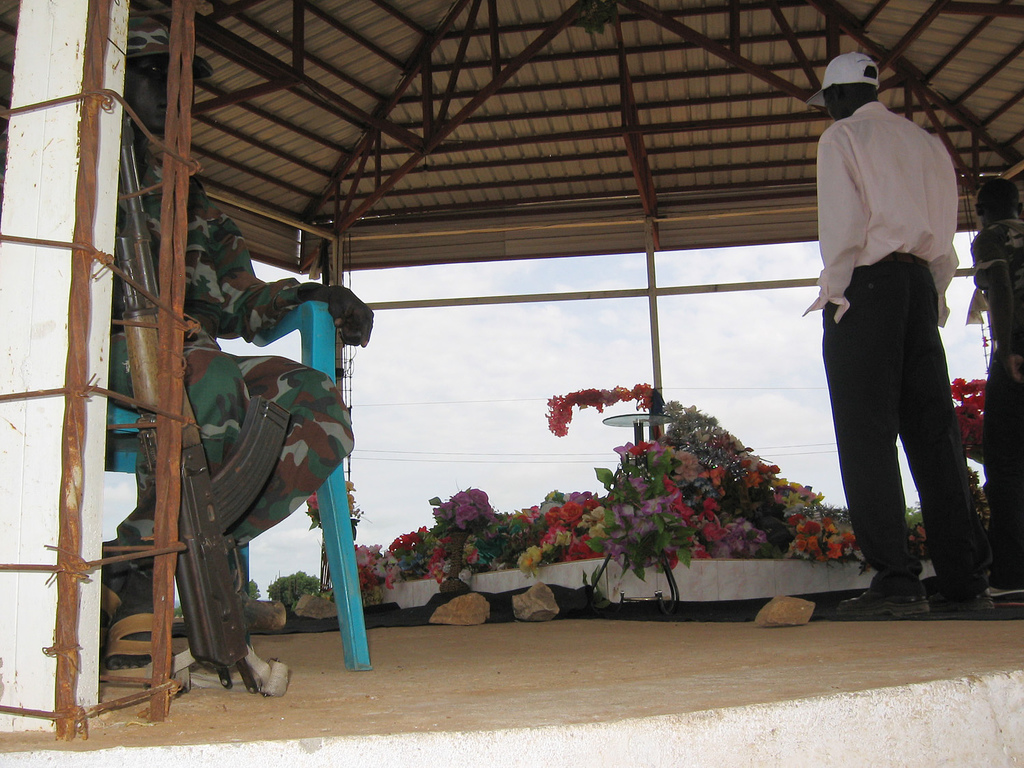
Могила Гаранга в місті Джуба

30 липня 2005 року Гаранг повертався на гелікоптері з Уганди, де зустрічався з президентом Мусевені. Як офіційно оголосила влада Судану — «за умов поганої видимості вертоліт розбився в гірському районі південного Судану, всі, хто перебував на борту загинули». Похований у столиці Південного Судану — Джуба.